# Orlice (přírodní památka)
Orlice je přírodní památka na rozhraní okresů Hradec Králové a Rychnov nad Kněžnou. Nachází se podél řeky Orlice mezi Hradcem Králové a Čermnou nad Orlicí. Nově byla tato památka vyhlášena Nařízení Královéhradeckého kraje č. 1/2018 ze dne 11. června 2018 a zároveň v původním rozsahu vymezená přírodní památka spolu s přírodní památkou Vodní tůň byly tímto nařízením zrušeny.

## Předmět ochrany
Přírodní památka je zřízena za účelem ochrany ekosystémů, jedná se především o různé typy lužních lesů (měkké luhy, tvrdé luhy, jasanovo-olšové lužní porosty), vrbových křovin (mokřadní vrbiny a vrbových křovin hlinitých a písčitých náplavů), říčních rákosin, biotopů celé sukcesní série vázané na ramena a tůně (od variabilní makrofytní vegetace přes různorodou nelesní mokřadní vegetaci až po biotopy s dřevinami) a různé typy luk (od vegetace vysokých ostřic vázané na nejvlhčí stanoviště, přes aluviální psárkové louky a střídavě vlhké bezkolencové louky až po mezofilní ovsíkové louky a ojedinělé trávníky písčin na nejsušších místech). Z druhů byly mezi hlavní předměty ochrany zařazeny ty, pro které byla vymezena evropsky významná lokalita Orlice a Labe. Těmi jsou bolen dravý (Aspius aspius), klínatka rohatá (Ophiogombus cecilia) a vydra říční (Lutra lutra). Předmětem ochrany přírodní památky jsou také výslovně toky Tiché, Divoké a spojené Orlice s přilehlou nivou.

## Galerie

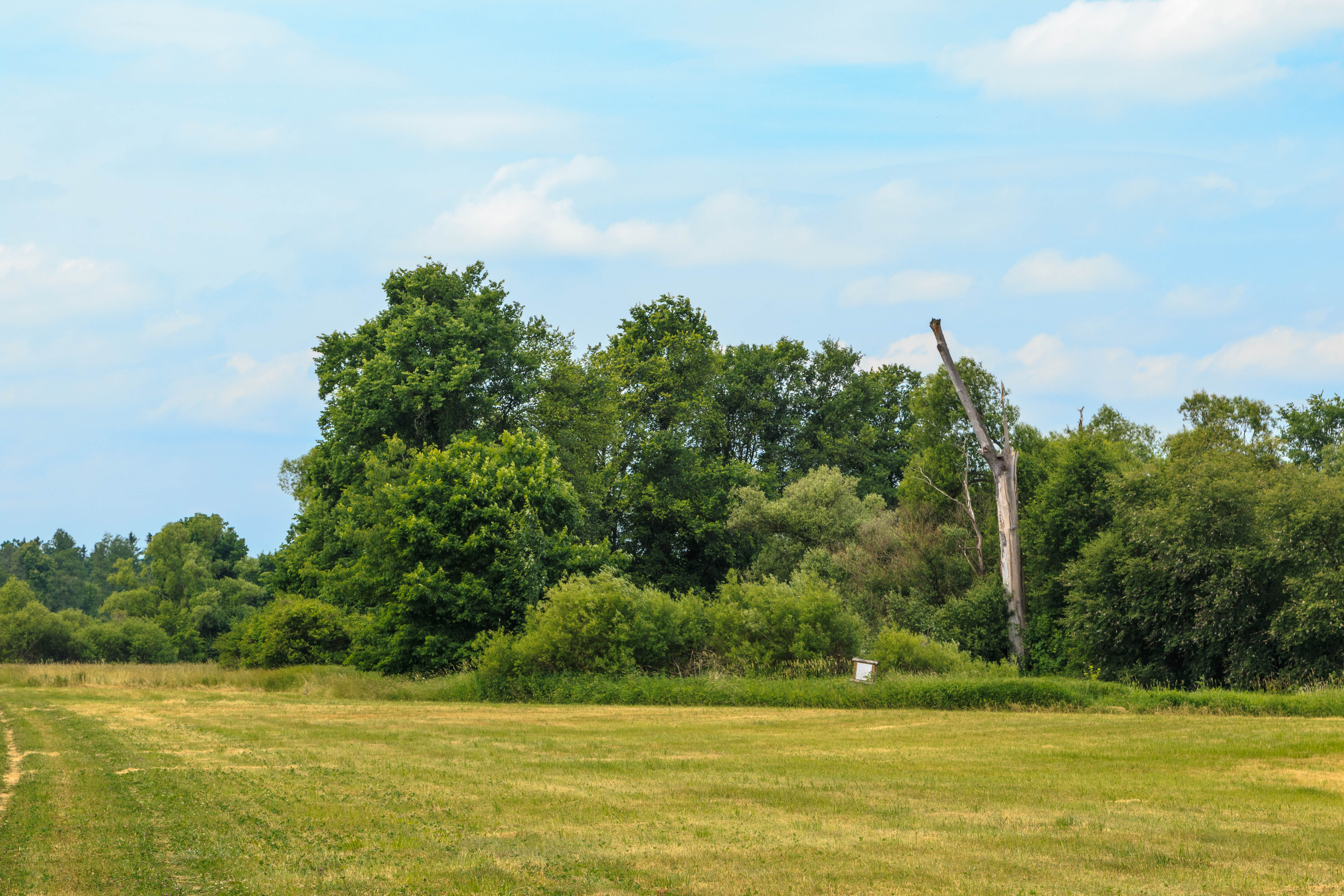
Přírodní památka Orlice
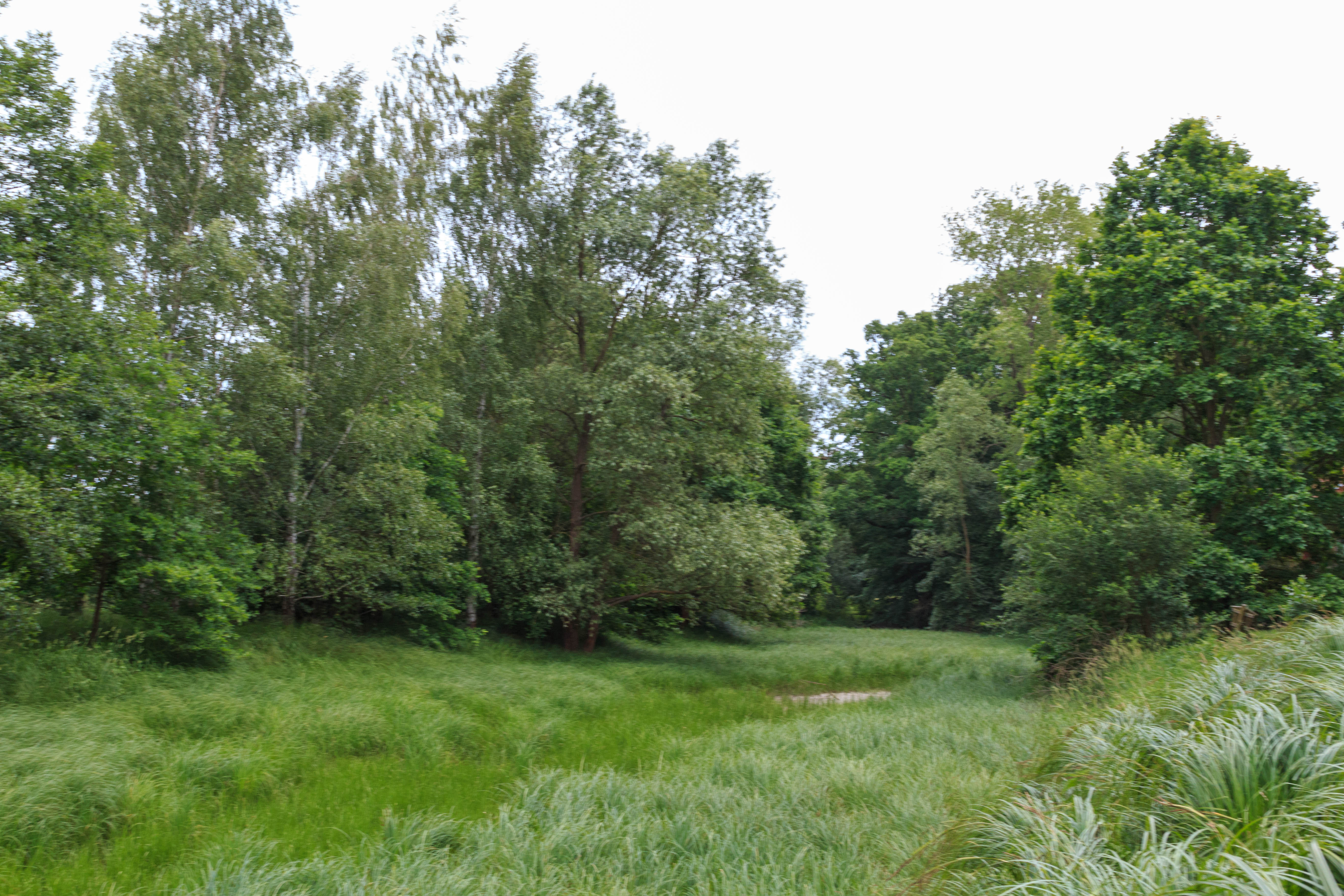
Přírodní památka Orlice
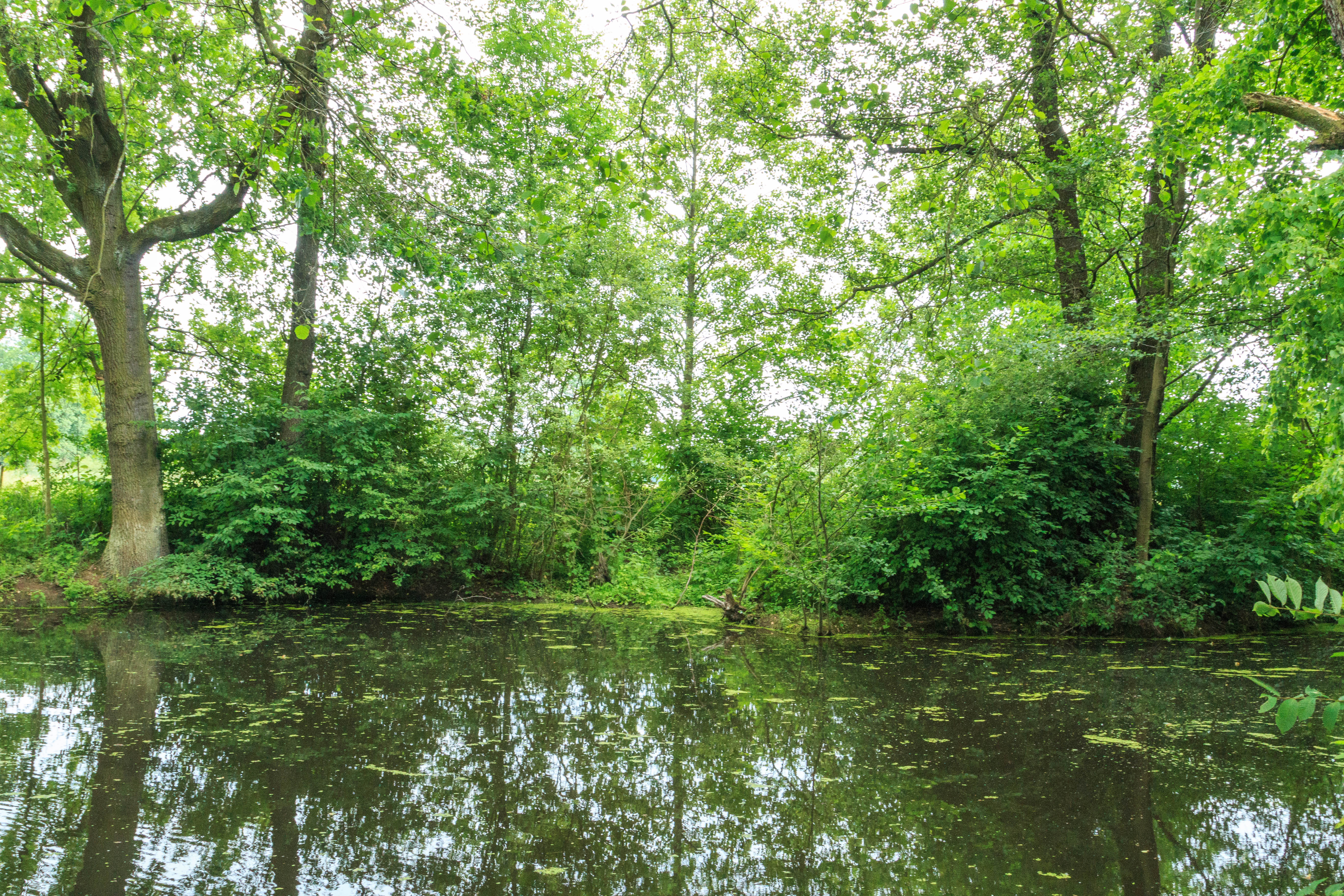
Přírodní památka Orlice
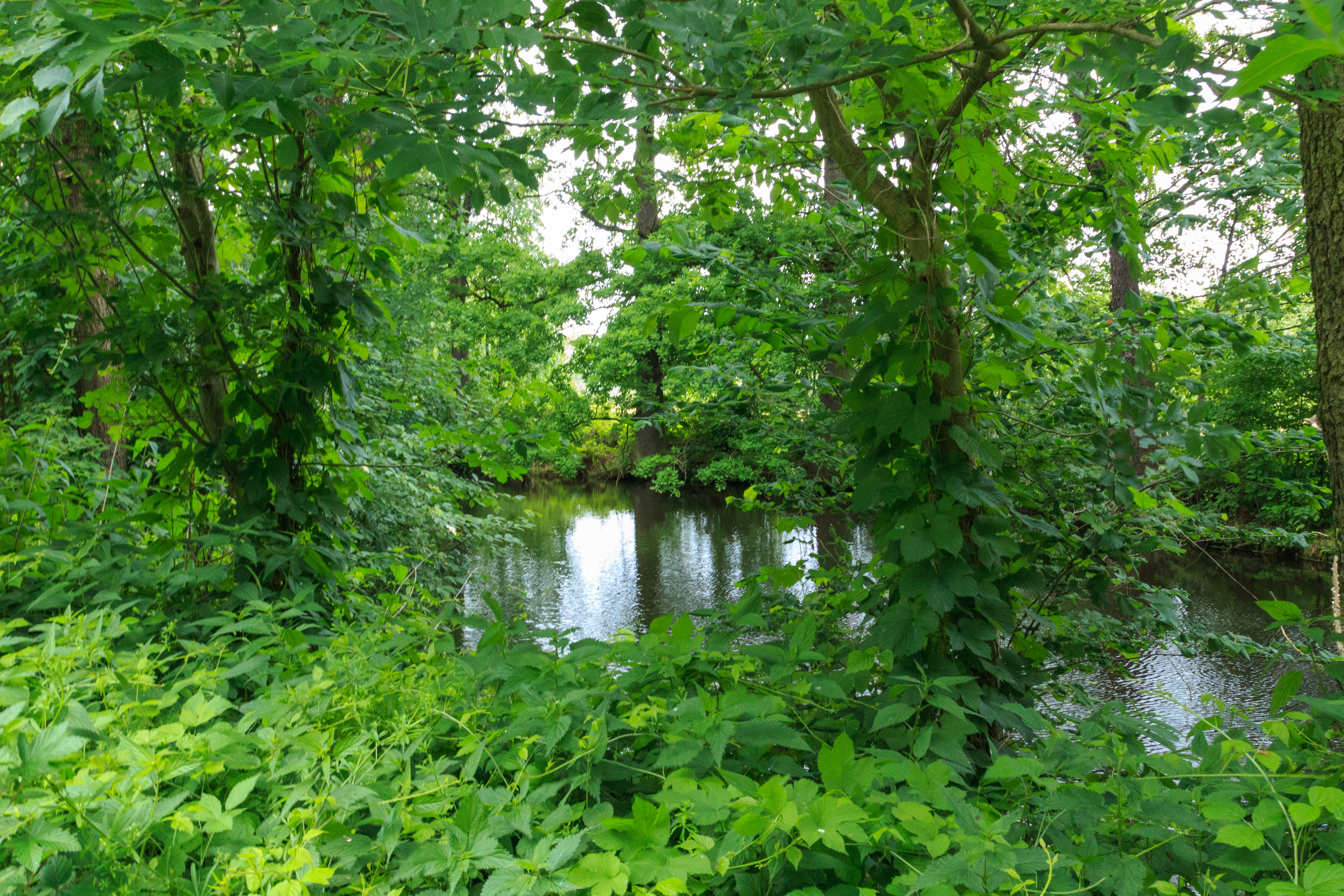
Přírodní památka Orlice